# Ambiancé
Ambiancé es una película experimental dirigida por el director sueco Anders Weberg. La película tenía inicialmente una fecha de estreno proyectada para el 31 de diciembre de 2020 y tendría una duración de 720 horas, o 30 días, con una proyección a nivel mundial. Una vez que se completara la proyección inicial de la película, Weberg destruirá la única copia existente de la película, lo que según él, la convertirá en "la película más larga que no existe". También declaró que esta será su última película. Esta sería la segunda película más larga jamás realizada después de Logistics.

## Desarrollo y lanzamiento
Weberg ha declarado que hizo Ambiancé como protesta contra la recreación de películas antiguas y clásicas.
A 2016, Weberg afirma haber completado 400 horas de metraje y que para poder completar la película antes de su fecha de lanzamiento se debían filmar de 7 a 8 horas de metraje en bruto cada semana. Weberg ha lanzado dos avances, el primero se lanzó en 2014 y tiene una duración de 72 minutos, mientras que el segundo dura 439 minutos (7 horas y 19 minutos) y salió en 2016. Weberg había mencionado que el tercer avance sería lanzado en 2018 con una duración de 72 horas, pero esto nunca paso. El segundo avance consistía de una sola toma sin ningún corte.
El 3 de enero de 2021, Weberg publicó en su Twitter y en el sitio oficial de la película la frase en francés "C'est fini", que en español significa "Se acabó". La misma frase se utilizó en la descripción del avance de la película refiriéndose a que Weberg dejaría de dirigir después de haber terminado Ambiancé. Esto parece implicar que Weberg dejó de dirigir oficialmente a partir de 2021, pero se desconoce si la filmación de Ambiancé fue terminada en algún punto. El propio sitio web de Weberg incluye la película en su filmografía, con una duración de 43 200 minutos, lo que equivale exactamente a 30 días.
Aun cuando se tenía prevista la proyección de Ambiancé el 31 de diciembre de 2020, esto nunca sucedió y en su lugar el sitio web mostró el texto en francés "C'est fini", que en español significa "Se acabó". El estado del proyecto sigue sin estar claro.